# Итерзен

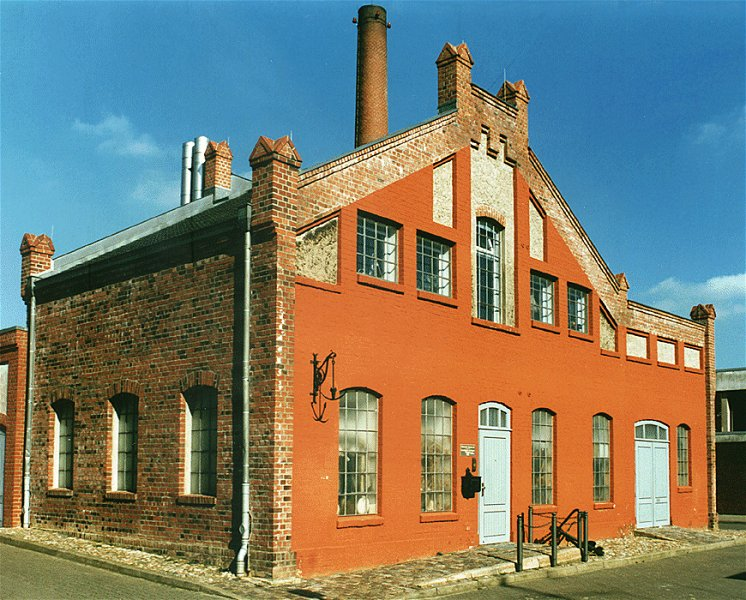
Museum Uetersen

И́терзен (нем. Uetersen) — город в Германии, в земле Шлезвиг-Гольштейн.
Входит в состав района Пиннеберг. Население составляет 17 700 человек (на 2013 год).. Занимает площадь 11,43 км². Официальный код — 01 0 56 049.
В городе находится памятник культуры, водонапорная башня, построенная в 1926 году.
Пребывание здесь российских войск зимой 1813—1814 года вошло в историю как «казачья зима».